# 迈克尔·阿莫斯
迈克尔·阿莫斯（英語：Michael Amos，1932年8月12日—2003年4月14日），新西兰男子游泳运动员，主攻自由泳。他曾代表新西兰参加1950年大英帝国运动会游泳比赛，获得男子880码自由泳接力金牌。